# Velîka Motovîlivka, Fastiv
Velîka Motovîlivka (în ucraineană Велика Мотовилівка) este un sat în comuna Cervona Motovîlivka din raionul Fastiv, regiunea Kiev, Ucraina.

## Demografie
Componența lingvistică a localității Velîka Motovîlivka
     Ucraineană (96,59%)
     Rusă (2,57%)
     Alte limbi (0,15%)
Conform recensământului din 2001, majoritatea populației localității Velîka Motovîlivka era vorbitoare de ucraineană (96,59%), existând în minoritate și vorbitori de rusă (2,57%).